# Sargus lateropictus
Sargus lateropictus är en tvåvingeart som beskrevs av James 1982. Sargus lateropictus ingår i släktet Sargus och familjen vapenflugor.
Artens utbredningsområde är Panama. Inga underarter finns listade i Catalogue of Life.